# Carl Benjamin Boyer
Carl Benjamin Boyer (Hellertown, 3 november 1906 – New York, 26 april 1976) wordt soms wel de "Gibbon van de geschiedenis van de wiskunde" genoemd.
Boyer was ook actief op het gebied van de geschiedenis van de exacte wetenschappen. Hij schreef de boeken History of Analytic Geometry (Geschiedenis van de analytische meetkunde), The History of the Calculus and Its Conceptual Development (De geschiedenis en conceptuele ontwikkeling van de calculus), A History of Mathematics (Een geschiedenis van de wiskunde), en The Rainbow: From Myth to Mathematics (De regenboog: van mythe naar wiskunde).
Hij werkte als redacteur en boeken-recensent voor het blad Scripta Mathematica.
Ter zijner herinnering heeft zijn weduwe in 1978 de Carl B. Boyer Memorial Prize ingesteld. Deze prijs wordt door de Columbia-universiteit toegekend aan de bachelor die het beste essay heeft geschreven over een natuurwetenschappelijk of wiskundig onderwerp.